# جيم نيكولاس
جيم نيكولاس (بالإنجليزية: Jim Nicholas)‏ هو لاعب كرة قدم أسترالية أسترالي، ولد في 17 نوفمبر 1890 في Moama ‏ في أستراليا، وتوفي في 20 سبتمبر 1917 في Battle of the Menin Road Ridge ‏ في بلجيكا.

## وصلات خارجية
- جيم نيكولاس على موقع AustralianFootball.com (الإنجليزية)
- جيم نيكولاس على موقع AFLtables.com (الإنجليزية)